# Martin Poglajen
Martin Poglajen, né le 28 septembre 1942 à Essen, est un judoka néerlandais. 

## Palmarès international
| Année | Compétition           | Lieu           | Résultat | Catégorie         |
| ----- | --------------------- | -------------- | -------- | ----------------- |
| 1964  | Championnats d'Europe | Berlin         | 2e       | Toutes catégories |
| 1965  | Championnats d'Europe | Madrid         | 1er      | Moins de 80 kg    |
| 1966  | Championnats d'Europe | Luxembourg     | 3e       | Moins de 80 kg    |
| 1967  | Championnats du monde | Salt Lake City | 2e       | Moins de 80 kg    |
| 1969  | Championnats d'Europe | Ostende        | 3e       | Moins de 80 kg    |
| 1969  | Championnats du monde | Mexico         | 3e       | Moins de 80 kg    |
| 1970  | Championnats d'Europe | Berlin         | 2e       | Moins de 80 kg    |